# سلوکوس سوم
سلوکوس سوم سوتر (به یونانی: Σέλευκος Γ' Κεραυνός) (۲۲۵–۲۲۳ (پیش از میلاد)) پسر بزرگ سلوکوس دوم کالینیکوس و لائودیس دوم که در ۲۲۵ و سن ۱۸ سالگی به پادشاهی رسید. دوره حکومتش بسیار کوتاه بود و تنها به مدت دو سال شاه بود. او  تلاش کرد جنگی را که پدرش با آتالوس یکم پرگامون در آسیای صغیر به راه انداخته بود را ادامه دهد اما در جریان یک لشکرکشی در آناتولی به دست سربازانش به قتل رسید.

## زندگی‌نامه
او فرزند سلوکوس دوم کالینیکوس و لائودایس دوم است.                    زمانی که او متولد شد، نام اسکندر را برایش برگزیدند و پس از اینکه جانشین پدرش شد نام خود را به سلوکوس تغییر داد. وی سرزمین آشفته و نا به سامان را تحویل گرفت و مشغله نسخت اش ادامه جنگ با پرگامون بود. از دوران پادشاهی وی اطلاعات اندکی در دسترس است و کتیبه های آتالوس به پیروزی های او علیه "ژنرال های سلوکوس" اشاره دارد.
وی به توصیه وزیرش هرمیاس اهل کاریا سیاستی خصمانه را علیه پرگامون و مصر دنبال می کرد و ظاهرا برای رویارویی با هر دو آماده میشده. نهایتا پس از آمادگی با لشگری بزرگ از کوه های تاروس واقع در جنوب ترکیه کنونی عبور کرده و تابستان 223 پیش از میلاد در فریگیه اردوی جنگ با پرگامون را بر پا کرد. اما شاه جوان در اداره اردو و حفظ نظم ناموفق بود و نهایتا در توطئه ای توسط نیکانور یک افسر مغدونی و آپاتوریوس یک رئیس قبیله گول کشته شد. پس از وی برادرش آنیتوخوس سوم به قدرت رسید.